# Siesartis (rzeka)
Siesartis, Cesarka, dawniej również Sesarka – rzeka na Litwie, dopływ Świętej.
Ma długość 64 kilometrów i 616 km² powierzchni dorzecza. Wypływa z jeziora Siesartis w Łabonarskim Parku Regionalnym, kilometr na wschód od Malatów. Przepływa w okolicach Widziniszek, Pozelwy i Nidok, do Świętej wpada 6 kilometrów na północny wschód od Wiłkomierza.